# Asemostera tacuapi
Asemostera tacuapi là một loài nhện trong họ Linyphiidae. Loài này được phát hiện ở Brasil